# Petrova gora
Petrova gora (512 m) – góra w Chorwacji, w żupanii karlowackiej, część Gór Dynarskich.

## Opis
Jest położona na południowy wschód od Karlovaca, między rzekami Kupą, Gliną i Koraną. Rozciąga się na długości 25 km. Jej najwyższym szczytem jest Veliki Petrovac (512 m n.p.m.). W większości jest pokryta lasami liściastymi. Znajdują się na niej również łąki i pastwiska.
U jej podnóża poprowadzono drogę z Vojnicia do bośniacko-hercegowińskiej Velikiej Kladušy.

## Historia
Jej historyczną nazwą jest Gvozd. W 1097 roku, zgodnie z relacją węgierskiego kronikarza Simona Kézaia, miała tu miejsce chorwacko-węgierska bitwa w górach Gvozd, w której wojska króla Chorwacji Piotra Svačicia zostały pokonane przez armię króla Węgier Kolomana Uczonego. Istnieją jednak teorie, że bitwa ta miała miejsce gdzie indziej – w rejonie masywu górskiego Kapeli, albo na Zrinskiej gorze.
W 1563 roku obszar Petrovej gory został wyznaczony jako element linii obrony przed Imperium Osmańskim.
W trakcie II wojny światowej znajdowała się pod kontrolą partyzantów antyfaszystowskich i była miejscem ciężkich walk z ustaszami i Niemcami.
Podczas wojny w Chorwacji w latach 90. XX wieku została opanowana przez siły serbskie. W sierpniu 1995 roku, w ramach operacji „Burza”, miały miejsce naloty chorwackiego lotnictwa, które przyczyniły się do porażki Serbów.